# Фулсон, Лоуэлл
Лоуэлл Фулсон (англ. Lowell Fulson, записывался также ввиду контрактных обязательств под именами Лоуэлл Фулсом и Лоуэлл Фуллсом; 31 марта 1921, Атока, Оклахома, США — 7 марта 1999, Лонг-Бич, Калифорния, США) — американский блюзовый гитарист, вокалист и автор песен. Номинант на премию Грэмми (1995) . Лауреат Blues Music Awards в номинациях «Песня года» (1993), «Альбом традиционного блюза» (1993), номинант Blues Music Awards в номинациях «Перевыпущенный альбом» (1981, 1987), «Исполнитель традиционного блюза» (1988), «Песня года» (1988). Член Зала славы блюза как исполнитель (1993); член Зала славы блюза с альбомами или синглами, внесёнными в Зал славы как классические блюзовые записи (1993, 2010, 2023) . Рассматривается как наиболее значимый после Ти Боун Уокера музыкант в становлении вест-кост-блюза . Лоуэлл Фулсон работал в разных стилях, в его репертуаре был акустический традиционный блюз, соул-баллады, в некоторой степени фанк, но основные его работы представляли собой джамп-блюз в «отполированном, страстном, городском» звучании 

## Биография
Лоуэлл Фулсон родился в резервации индейцев чокто в Оклахоме в семье Мамми и Мартина Фулсонов. Утверждается что по происхождению музыкант был чероки, но сам он утверждал что его предки были чокто. Его отец был убит (по другим сведениям погиб в результате несчастного случая на работе около 1927 года ), когда Лоуэлл Фулсон был ребёнком, и вместе с матерью и братьями он переехал в Клариту, штат Оклахома, где его дел владел землёй.. Начал свою музыкальную карьеру, как и многие блюзовые музыканты, в церковном хоре,  в 12-летнем возрасте уже освоил гитару, под влиянием творчества Блайнд Лемон Джефферсона и Блайнд Боя Фуллера. Вскоре Лоуэлл Фулсон уже играл на танцах, а в 1938 году присоединился к струнному оркестру Дэна Райта, в состав которого входили две гитары, две мандолины, три скрипки и два банджо..
В 18-летнем возрасте Лоуэлл Фулсон перебрался в Аду, Оклахома, где в 1940 году он присоединился к группе Элджера «Тексас» Александера, и гастролировал с ним в течение года. После этого он переехал в Гейнсвилл, Техас, где работал поваром, а вечером так и выступал в барах и на танцах. В 1943 году Лоуэлл Фулсон был призван на флот, где служил до 1945 года. Его часть базировалась в Окленде, Калифорния, где музыкант услышал Ти Боун Уокера. После демобилизации он остался в Окленде, где сформировал свою группу, которую услышал Боб Геддинс, продюсер и глава нескольких локальных лейблов. Фулсон подписал контракт с его компанией, которая обеспечила его электрогитарой, усилителем и иным оборудованием. Как вспоминал Геддинс  «Лоуэлл Фулсон был первым великим блюзменом, которого я положил на воск … Я купил ему электрогитару и усилитель — стоили сто восемьдесят долларов. И он много репетировал в музыкальном магазине на Седьмой улице» . В 1948 году Лоуэлл Фулсон записал свой первый хит «Three O’clock in the Morning Blues». Фулсон много гастролировал и сформировал группу, которая в частности включала в себя Рэя Чарльза (фортепиано) и Стэнли Тёррентайна (саксофон). В 1950 году Фулсон подписал контракт со Swing Time Records, которая выпустила несколько синглов, добравшихся до высоких мест в чартах, а «Blue Shadows» стала первой. В 1954 году Фулсон подписал контракт с Checker Records, дочерней компанией Chess Records, и первый же сингл «Reconsider Baby» стал очень успешным в R&B-чартах, а в 1960 году Элвис Пресли покорил с этой песней и поп-чарты. Период с 1950 по 1970 год был периодом расцвета музыканта, но к концу 1960-х его популярность начала снижаться, и период 1970—1980 годов Лоуэлл Фулсон в основном гастролировал, в том числе много выступая в Европе. В 1990-х годах в карьере Лоуэлла Фулсона состоялся всплеск популярности, его альбом 1992 года Hold On стал лауреатом Blues Music Award, а альбом Them Update Blues стал номинантом на «Грэмми»

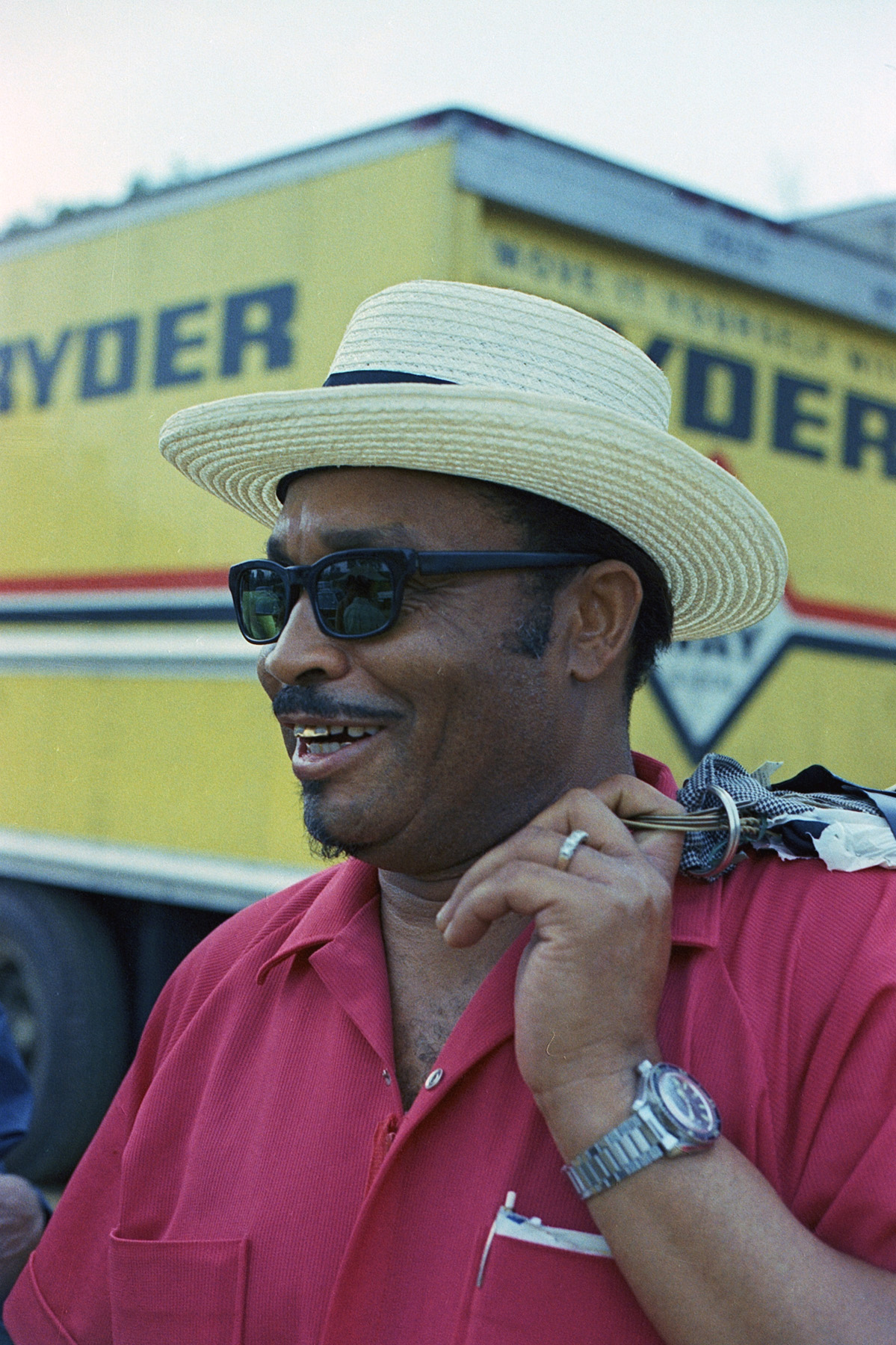
Лоуэлл Фулсон в 1973 году на блюзовом фестивале в Мичигане

В течение своей карьеры Лоуэлл Фулсон сочинил и записал ряд известнейших песен, ставших блюзовыми стандартами. К таким относятся в частности «Reconsider Baby» (Зал славы рок-н-ролла причисляет её к 500 песням, которые сформировали рок-н-ролл), «Tramp» (несколькими месяцами позднее выхода этой песни, её кавер-версию записали Stax и она превзошла по продажам оригинал ) и «Black Nights»; первый хит Би Би Кинга «3 O’Clock Blues» — это переработанный «Three O’clock in the Morning Blues».
В 1997 году Лоуэлл Фулсон в связи с состоянием здоровья прекратил гастроли. Последней записью Лоуэлла Фулсона стал дуэт с Джимми Роджерсом в песне «Every Day I Have the Blues», записанной в 1998 году (в записи альбома принимали участие такие звёзды как Мик Джаггер, Кит Ричардс, Роберт Плант и Джимми Пейдж )
Лоуэлл Фулсон умер 7 марта 1999 года в возрасте 77 лет. Причинами смерти стали осложнения от болезни почек, диабета и застойная сердечная недостаточность. Он был отцом четверых детей и дедушкой тринадцати внуков. Был похоронен на кладбище Инглвуд-Парк в Инглвуде, Калифорния.
«Его стиль, по мнению музыкальных критиков, имевший джазовый уклон, был создан при участии пианиста Ллойда Гленна, и дополнен мощной секцией медных духовых. При этом звук Фулсона никогда не был настолько агрессивен, как это практиковалось в Чикаго. Если отвлечься от аранжировок, которые Фулсон, не владевший нотной грамотой, сам не делал, следует подчеркнуть, что его собственную манеру петь и играть отличала простота» .
В аннотации к альбому Hold On обозреватель Билли Вера написал, что «Фулсон, который по-прежнему активно выступает и записывает музыку, является одним из немногих блюзменов из выступающих сегодня, кто демонстрирует резкий, свинговый звук гитары и тонкий подход, уходящий корнями в аутентичную школу послевоенного блюза Ти-Боуна Уокера» .
«Лоуэлл Фулсон записал все мыслимые оттенки блюза. Отполированный городской блюз, деревенские дуэты двух гитар с младшим братом Мартином, грув с оттенком фанка, которые покорили чарты середины 1960-х, даже неразумный кавер на песню Beatles „Why Don’t We Do It in the Road?“ Очевидно, что ветеран-гитарист, который был активен более полувека, не боялся экспериментировать»

## Дискография

### Синглы, попавшие в чарты
| Год  | Название                      | Лейбл              | Место в чарте R&B |
| ---- | ----------------------------- | ------------------ | ----------------- |
| 1948 | «Three O’Clock Blues»         | Down Town          | 6                 |
| 1949 | «Come Back Baby»              | Downbeat           | 13                |
| 1950 | «Every Day I Have the Blues»  | Swing Time Records | 3                 |
| 1950 | «Blue Shadows»                | Swing Time Records | 1                 |
| 1950 | «Lonesome Christmas (I & II)» | Swing Time Records | 7                 |
| 1950 | «Low Society Blues»           | Swing Time Records | 8                 |
| 1951 | «I’m a Night Owl (I & II)»    | Swing Time Records | 10                |
| 1954 | «Reconsider Baby»             | Checker Records    | 3                 |
| 1955 | «Loving You»                  | Checker Records    | 14                |
| 1965 | «Black Nights»                | Kent Records       | 11                |
| 1967 | «Tramp»                       | Kent Records       | 5                 |
| 1967 | «Make a Little Love»          | Kent Records       | 20                |
| 1967 | «I’m a Drifter»               | Kent Records       | 38                |
| 1976 | «Do You Love Me»              | Granite            | 78                |

### Альбомы (избранная дискография)
| Год  | Название                                                                 | Лейбл                  |
| ---- | ------------------------------------------------------------------------ | ---------------------- |
| 1959 | Back Home Blues                                                          | Night Train Int'l      |
| 1962 | Lowell Fulson                                                            | Arhoolie Records       |
| 1965 | Soul                                                                     | Kent Records           |
| 1967 | Tramp                                                                    | Kent Records           |
| 1969 | Now                                                                      | Kent Records           |
| 1969 | In a Heavy Bag                                                           | Jewel Records          |
| 1970 | Hung Down Head                                                           | Chess Records          |
| 1971 | Let's Go Get Stoned                                                      | Kent                   |
| 1973 | I've Got the Blues                                                       | Jewel                  |
| 1975 | Lowell Fulson (Early Recordings)                                         | Arhoolie               |
| 1975 | Ol' Blues Singer                                                         | Granite                |
| 1976 | Lowell Fulson (Chess Blues Masters)                                      | Chess                  |
| 1984 | Every Day I Have the Blues                                               | Night Train Int'l      |
| 1984 | One More Blues                                                           | Black & Blue Records   |
| 1988 | San Francisco Blues                                                      | Black Lion Records     |
| 1988 | It's a Good Day                                                          |                        |
| 1992 | Hold On                                                                  | Bullseye Blues/Rounder |
| 1995 | Sinner's Prayer                                                          | Night Train Int'l      |
| 1995 | Them Update Blues                                                        | Bullseye Blues/Rounder |
| 1996 | Mean Old Lonesome Blues                                                  | Night Train Int'l      |
| 1997 | The Complete Chess Masters (50th Anniversary Collection)                 | Chess/MCA              |
| 2001 | I've Got the Blues (... and Then Some) (антология записей Jewel Records) | Westside [UK]          |
| 2002 | The Complete Kent Recordings 1964–1968                                   | P-Vine Records         |
| 2004 | 1946–1953, Vols. 1–4 (антология записей Big Town, Downbeat/Swing Time)   | JSP Records            |

С Джоном Ли Хукером
- I Feel Good! (Carson, 1970; Jewel, 1971)
- I Wanna Dance All Night (America, 1970)